# Andreas Kunstein
Andreas Kunstein (* 25. Juni 1967 in Brühl) ist ein niederländisch-deutscher Komponist.

## Wirken
Kunstein studierte nach der Schule zunächst Geschichte und Philosophie in Düsseldorf und erhielt während dieser Zeit privaten Kompositionsunterricht bei David Graham und Ratko Delorko. Von 1992 bis 1998 studierte er bei Wolfgang Hufschmidt an der Folkwang-Hochschule in Essen, danach bis 2002 am Rotterdams Conservatorium bei Peter-Jan Wagemans und Klaas de Vries. Er nahm unter anderem an Meisterkursen bei Manfred Trojahn, Edisson Denissow und George Crumb teil.
1998 erhielt Kunstein ein Stipendium der Otmar-Alt-Stiftung und 2003 ein Stipendium der Kulturfonds Foundation für das Künstlerhaus Lukas.
Im Zentrum seines bisherigen Schaffens stehen seine Epigramme. Diese Folge von Miniaturen schrieb Andreas Kunstein 1993 zunächst für Kinderklavier (Bernd Wiesemann gewidmet), bearbeitete und erweiterte sie später aber noch für zahlreiche andere Besetzungen (zum Beispiel: Klavier, Orgel, Streichquartett, Bläserquintett, Sinfonieorchester).
Kunsteins 13 Epigramme für Orchester wurden 2000 für den Nederlandse Prijs voor Jonge Componisten (Preis der Niederlande für junge Komponisten) nominiert. Seine 10 Epigramme für Kinderklavier, gespielt von Bernd Wiesemann, erschienen auf CD bei Liebermann (SST 31112) und seine 10 Epigramme für Klavier, gespielt von Ratko Delorko, auf der CD „NCC 8007“.
Kunstein wohnt heute (2006) in Rotterdam.

## Werke (Auswahl)
- Toccata für Klavier (1980/1991)
- Fantasie gis-Moll für Klavier (1991)
- 10 Epigramme für Kinderklavier (1992)
- 2 Streichquartette (1992 und 1994)
- Streichtrio (1992/1999)
- Bläserquintett (1993)
- „Mutter denkt nach“ für Alt und Klavier (auf einen Text von Hedda Zinner) (1995)
- 2 Portraits für Klavier (1995)
- 13 Epigramme für Orchester (1998) (neue Version: 2000)
- „Szenen aus einem Studentenleben“ für Orchester (2001) (auch Version für Klavier solo)
- Suite für Orchester (auch Version für 2 Klaviere) (2002)
- Streichquintett (2002)
- Turbulences for big band (2003)
- Musik für 2 Klaviere und Schlagzeug (2003)
- 10 Epigramme für Akkordeon (1992/2013)
- 2 Portraits für Akkordeon(1995/2017)